# مدل هسته‌ای وحدت یافته
مدل هسته‌ای وحدت یافته (انگلیسی: Ab initio) در فیزیک هسته‌ای مدلی از هسته اتم است که طبق معادله شرودینگر برای وحدت تمام اجزای تشکیل دهنده نوکلئون و نیروهای بین آنها مطرح شده‌است. مدل هسته ای تا به امروز وحدت یافته قادر به توصیف عناصری با جرم اتمی نزدیک به ۳۰ همچون نیکل می‌باشد. در حال حاضر در مقایسه با مدل پوسته‌ای هسته جامع تر است.